# Die Mondnacht von Toulon
Die Mondnacht von Toulon (Originaltitel: Les cinq parties du monde) ist ein französisches Drama von Gérard Mordillat aus dem Jahr 2012. Der Film ist eine Adaption des Romans „Vichy-Menthe“ von Mordillat, der 2001 erschien. Die Erstausstrahlung fand am 28. September 2012 in Frankreich sowie in Deutschland auf arte statt.

## Handlung
Der Film spielt in der Nacht des 21. Juli 1969, als der amerikanische Astronaut Neil Armstrong als erster Mensch den Mond betritt.
In Toulon haben einige Soldaten des Marineschiffs „Royale“ Ausgang erhalten. Bevor sie in die Stadt gehen dürfen, werden sie vom Hauptbootsmann und dem Chef der Militärpolizei Lipziwski (kurz Lip genannt) kontrolliert. Er demütigt den Hauptgefreiten HG vor den übrigen Matrosen, indem er ihn dazu zwingt, seine Unterhose auf Sauberkeit überprüfen zu lassen. Er schwört daraufhin Rache und will Lip bei nächster Gelegenheit mit einem Messer töten.
Der HG zieht in die Stadt und bedrängt seinen Schiffsjungen Victor (Spitzname „Minz-Brause“) ihn zu begleiten. Gemäß einem Einweihungsritual der Marine will ihm der HG in dieser Nacht ein Bier sowie eine Prostituierte bezahlen. So zieht es die beiden im Vergnügungsviertel „Klein Chicago“ in die Bar „Miami“, in der vier Prostituierte auf die beiden warten: Josy, Maggie, Kuku und Linda. Jede der Frauen hütet ein Geheimnis, welches sie im Laufe des Films in einer Schwarz-Weiß-Blende offenbaren. So berichtet Josy dem Zuschauer von einer schweren, weil lieblosen Kindheit als Tochter eines Medizinprofessors. Sie ist in Lip verliebt, seit sie mit ihm eine Nacht verbracht hat. Ihm zuliebe hat sie sich die Umrisse einer Weltkarte auf ihre beiden Po-Backen tätowieren lassen. Maggie hat vor kurzem ihren Bruder verloren, der ihr als Dichter mit seinen Werken viel Freude bereitet hatte. Kuku ist eigentlich ein Junge, wurde aber von ihrer Mutter seit ihrer Kindheit als Mädchen aufgezogen und sollte das schönste Mädchen von „Klein Chicago“ werden. Sie wird von Minz-Brause ausgewählt und geht mit ihm zusammen auf ein Zimmer. HG beobachtet gemeinsam mit Linda die beiden von einem Nebenraum aus durch einen Einwegspiegel. Gleichzeitig macht er Linda einen Heiratsantrag. Da er nur noch wenige Tage in der Marine dienen muss, will er im Anschluss an diese Zeit eine Autowerkstatt übernehmen, die er von seinem Vater geerbt hat. Minz-Brause erkennt derweil das wahre Geschlecht von Kuku und verlässt wutentbrannt den Raum. Der HG folgt ihm und trifft auf Lip, den er nach einem kurzen Wortgefecht niedersticht. Minz-Brause ist zwischenzeitlich wieder in der Bar eingetroffen. Er ist erstaunt, dass nun Linda die Stelle der Bar-Chefin eingenommen hat: Madame Lin Ho ist mit ihrem Stuhl umgekippt, durch den morschen Fußboden gestürzt und im Keller ums Leben gekommen. Der HG wird von Marinesoldaten gestellt und verhaftet. Lip wird auf einer Liege in einen Krankenwagen gebracht, um dort operiert zu werden. Josy begleitet ihn und hofft so auf einen Neuanfang.

## Auszeichnung
2012: Internationales Festival der audiovisuellen Programme in Biarritz: Goldener FIPA für den besten Film und die beste Filmmusik

## Kritik
„Authentisch und ruhig erzählt“

„Der Film nach einem Roman des Regisseurs ist um Authentizität bemüht und verknüpft die mythologisch überhöhte Initiationsgeschichte mit einer Rachegeschichte.“

„‚Die Mondnacht von Toulon‘ erzählt in großen Bildern von großen Gefühlen im Schatten großer Weltgeschichte.“